# Skatepark de la Villette
Le skatepark de la Villette était l'un des premiers skateparks urbains construits en France, situé dans le quartier de la Villette dans le 19e arrondissement de Paris. Construit en 1978 et détruit dans les années 1980, il constitue un exemple pionnier de l'essor du skateboard dans le pays, à une époque où cette pratique émergeait comme un phénomène culturel et sportif.

## Histoire
La création du skatepark s'inscrit dans un contexte de popularisation du skateboard en Europe à la fin des années 1970. À cette époque, peu d'infrastructures adaptées à la pratique existaient en France, et le projet de la Villette a permis d'offrir aux skateurs un espace dédié. Financé par des fonds privés (1,5 million de francs) et soutenu par la mairie de Paris, ce skatepark a été construit sur la friche des anciens abattoirs de la Villette (démolis en 1974).
Conçu en béton, avec une superficie de 6 500 m2, le skatepark se distingue par des formes simples mais innovantes pour l'époque, inspirées des skateparks californiens. Il comprenait notamment des bowls (petites cuvettes), un snake (piste à courbes) et des modules permettant à la fois la pratique du freestyle et du slalom. L'ensemble a rapidement attiré une communauté de skateurs parisiens, devenant un lieu central de rencontre et de créativité.

## Déclin et transformation
Dans les années 1980, le skatepark a souffert d’un désintérêt progressif, en partie lié à l'évolution des pratiques et au manque d'entretien des installations. La croissance de la scène skateboard a conduit à l'émergence de nouveaux spots, souvent moins formels, à travers la ville de Paris. 
Avec le réaménagement du quartier dans les années 1990, le skatepark d'origine a été démoli pour faire place au parc de la Villette.
L'ancien skatepark de la Villette occupe une place symbolique dans l'histoire du skateboard en France. Il est souvent cité comme un précurseur des infrastructures modernes dédiées à ce sport. Bien que disparu, il a inspiré de nombreux autres projets d'aménagement urbain pour le skateboard dans le pays.

## Sources
- François Chevalier, « Béton Hurlant et La Villette, paradis perdus du skate français », Télérama, 24 septembre 2016 (consulté le 9 décembre 2024).
- Laura Wojcik, « Vidéo. « C'est enterré sous nos pieds » : Paris a été le paradis des skateurs mais personne ne s'en souvient », Le Parisien, 21 novembre 2024 (consulté le 9 décembre 2024).